# یواس‌سی‌جی‌سی اسپار
یواس‌سی‌جی‌سی اسپار ممکن است به یکی از موارد زیر اشاره داشته باشد:
- یواس‌سی‌جی‌سی اسپار (دبلیوال‌بی-۲۰۶)
- یواس‌سی‌جی‌سی اسپار (دبلیوال‌بی-۴۰۳)